# Rhamphadoretus mimus
Rhamphadoretus mimus är en skalbaggsart som beskrevs av Eugène Benderitter 1928. 
Rhamphadoretus mimus ingår i släktet Rhamphadoretus och familjen Rutelidae. Inga underarter finns listade i Catalogue of Life.